# Marino Girolami
Pour les articles homonymes, voir Girolami.
Marino Girolami (aussi connu sous les pseudonymes de Franco Martinelli, Frank Martin, Jean Bastide, Fred Wilson ou Bernado Rossi) est un réalisateur italien né le 1er février 1914 à Rome et mort à Naples le 20 février 1994. Il est le père d’Ennio Girolami et Enzo G. Castellari et a pour frère l’acteur Romolo Guerrieri.

## Biographie
Il étudie la médecine puis arrête ses études pour pratiquer la boxe. Il est d’abord retenu pour les Jeux olympiques d'été de 1936 mais est écarté au dernier moment pour raison médicale. Il arrête le sport et fréquente alors le Centro sperimentale di cinematografia de Rome.
Il obtient quelques rôles de figuration dans les années 1940 et travaille notamment comme assistant pour Mario Soldati, Renato Castellani et John Brahm. Il se fait remarquer en participant à l’écriture du scénario du film Campo de' fiori de Mario Bonnard.
Il passe à la réalisation en 1949 avec le film La strada buia (it) qu’il co-réalise avec Sidney Salkow et qui est une adaptation du roman Dark Road de la romancière Doris Miles Disney. Il réalise et scénarise au cours de sa carrière plus de quatre-vingt films dans des genres variés allant de la classique comédie à l'italienne aux sombres giallo et néo-polar.
Il a également utilisé de nombreux pseudonymes, comme Franco Martinelli ou Frank Martin pour sortir des comédies érotiques et des giallo sur la fin de sa carrière. Sous le pseudonyme de Martinelli, il signe également le néo-polar Rome violente avec Maurizio Merli dans le rôle du commissaire Betti, avant de reprendre le nom de Girolami pour Opération jaguar (Italia a mano armata), le troisième et dernier film de la trilogie.
Il se retire en 1982 et décède en 1994 à Naples à l’âge de 80 ans.

## Filmographie

### Comme réalisateur
- 1949 : La Femme traquée (it) (La strada buia)
- 1951 : Milano miliardaria
- 1951 : Il mago per forza
- 1951 : Sette ore di guai, coréalisé avec Vittorio Metz et Marcello Marchesi
- 1951 : Terre de violence (Amore e sangue)
- 1951 : Quelles drôles de nuits (Era lui... sì! sì!)
- 1952 : Noi due soli (it)
- 1952 : Era lei che lo voleva!
- 1953 : L’Auberge tragique (Riscatto)
- 1953 : Achille avec nous (it) (Lasciateci in pace)
- 1953 : Canto per te (it)
- 1955 : La ragazza di Via Veneto (it)
- 1955 : Le Chanteur mystérieux (it) (Il cantante misterioso)
- 1955 : Ore dieci lezione di canto (it)
- 1956 : Sette canzoni per sette sorelle (it)
- 1956 : Serenata per sedici bionde (it)
- 1956 : Cantando sotto le stelle (it)
- 1957 : La Voix qui enchante (it) (Vivendo cantando... che male ti fò?)
- 1957 : C'è un sentiero nel cielo (it)
- 1957 : Son premier amour (it) (Buongiorno primo amore!)
- 1957 : La Chanson du destin (it) (La canzone del destino)
- 1958 : Le Roman d'un jeune homme pauvre (it) (Il romanzo di un giovane povero)
- 1958 : Quando gli angeli piangono (it)
- 1959 : Quel tesoro di papà (it)
- 1959 : Quanto sei bella Roma (it)
- 1960 : Il mio amico Jekyll (it)
- 1960 : Un chant dans le désert (Un canto nel deserto)
- 1960 : Caccia al marito
- 1960 : Ferragosto in bikini (it)
- 1961 : Walter e i suoi cugini (it)
- 1961 : Scandali al mare
- 1961 : La ragazza sotto il lenzuolo (it)
- 1961 : Le magnifiche 7 (it)
- 1961 : Orgies de jeunesse (it) (Un figlio d'oggi)
- 1962 : Twist, Lolitas et Jeunes Provinciaux (it) (Twist, lolite e vitelloni)
- 1962 : Médecin pour dames (it) (Il medico delle donne)
- 1962 : La Colère d’Achille (L'ira di Achille)
- 1962 : L'assassino si chiama Pompeo (it)
- 1962 : Les Italiens et les femmes (Gli italiani e le donne)
- 1963 : Siamo tutti pomicioni (it)
- 1963 : Queste pazze, pazze donne (it)
- 1963 : La donna degli altri è sempre più bella
- 1964 : Le tardone (it)
- 1964 : Les Terreurs de l'Ouest (I magnifici brutos del West)
- 1964 : Les Motorisées (Le motorizzate)
- 1965 : Vénus au soleil (it) (Veneri al sole)
- 1965 : Spiaggia libera (it)
- 1965 : Les Sentiers de la haine (Il piombo e la carne)
- 1966 : Veneri in collegio (it)
- 1966 : Sette monaci d'oro (it)
- 1967 : Granada, addio! (it)
- 1967 : Franco, Ciccio et les Veuves joyeuses (Franco, Ciccio e le vedove allegre)
- 1967 : Due rrringos nel Texas
- 1968 : Un colt et le diable (Anche nel West c'era una volta Dio)
- 1969 : Raptus ou Eros e Thanatos
- 1969 : I due magnifici fresconi (it)
- 1970 : L'Année de la contestation (Don Franco e don Ciccio nell'anno della contestazione)
- 1971 : Le Manipulateur (African Story) de Marino Girolami
- 1972 : Les Nouveaux Contes érotiques de Boccace (it) (Decameron proibitissimo (Boccaccio mio statte zitto))
- 1973 : La Curieuse (it) (Maria Rosa la guardona)
- 1974 : Quatre Zizis au garde à vous (4 marmittoni alle grandi manovre)
- 1975 : Le Châtiment (Lo sgarbo)
- 1975 : Rome violente (Roma violenta)
- 1975 : Marche pas sur ma virginité (La moglie vergine)
- 1975 : Ah mon petit puceau (Grazie... nonna)
- 1976 : Opération jaguar (Italia a mano armata)
- 1976 : Plus amis qu'auparavant (it) (Amici più di prima)
- 1976 : L'Autre côté de la violence (Roma l'altra faccia della violenza)
- 1977 : Kakkientruppen (it)
- 1978 : Nude Odeon (it)
- 1979 : Le Trou aux folles (it) (Dove vai se il vizietto non ce l'hai?)
- 1979 : La Terreur des zombies (Zombi Holocaust)
- 1980 : Chaleurs exotiques (it) (Sesso profondo)
- 1980 : La liceale al mare con l'amica di papà (it)
- 1981 : Le Cancre du bahut (Pierino contro tutti)
- 1981 : L'esercito più pazzo del mondo (it)
- 1982 : Pierino colpisce ancora (it)
- 1982 : Giggi il bullo (it)

### Comme scénariste
- 1943 : Campo de' fiori de Mario Bonnard
- 1951 : Milano miliardaria
- 1951 : Il mago per forza
- 1953 : L’Auberge tragique (Riscatto)
- 1953 : Canto per te (it)
- 1955 : La ragazza di Via Veneto (it)
- 1955 : Le Chanteur mystérieux (it) (Il cantante misterioso)
- 1955 : Ore dieci lezione di canto (it)
- 1956 : Sette canzoni per sette sorelle (it)
- 1956 : Serenata per sedici bionde (it)
- 1957 : La Voix qui enchante (it) (Vivendo cantando... che male ti fò?)
- 1957 : La Chanson du destin (it) (La canzone del destino)
- 1958 : Quando gli angeli piangono (it)
- 1960 : Il mio amico Jekyll (it)
- 1960 : Caccia al marito
- 1960 : Ferragosto in bikini (it)
- 1961 : Walter e i suoi cugini (it)
- 1961 : La ragazza sotto il lenzuolo (it)
- 1961 : Orgies de jeunesse (it) (Un figlio d'oggi)
- 1962 : Twist, lolitas et jeunes provinciaux (it) (Twist, lolite e vitelloni)
- 1963 : Queste pazze, pazze donne (it)
- 1963 : La donna degli altri è sempre più bella
- 1964 : Les Motorisées (Le motorizzate)
- 1964 : Les Terreurs de l'Ouest (I magnifici brutos del West)
- 1964 : Le tardone (it)
- 1965 : Vénus au soleil (it) (Veneri al sole)
- 1965 : Spiaggia libera (it)
- 1965 : Les Sentiers de la haine (Il Piombo e la carne)
- 1967 : Il lungo, il corto, il gatto de Lucio Fulci
- 1967 : Franco, Ciccio et les Veuves joyeuses (Franco, Ciccio e le vedove allegre)
- 1967 : Due rrringos nel Texas
- 1967 : Sept Winchester pour un massacre (7 Winchester per un massacro) d'Enzo G. Castellari
- 1968 : Un par un... sans pitié (Uno a uno sin piedad) de Rafael Romero Marchent
- 1969 : Raptus ou Eros e Thanatos
- 1969 : I due magnifici fresconi (it)
- 1969 : L'Année de la contestation (Don Franco e don Ciccio nell'anno della contestazione)
- 1975 : Marche pas sur ma virginité (La moglie vergine)
- 1975 : Ah mon petit puceau (Grazie... nonna)
- 1977 : Kakkientruppen (it)
- 1977 : La Cité du crime (Sbirro, la tua legge è lenta... la mia no!) de Stelvio Massi
- 1982 : Giggi il bullo (it)